# Montigny-lès-Vaucouleurs
Montigny-lès-Vaucouleurs ist eine französische Gemeinde mit 77 Einwohnern (Stand 1. Januar 2022) im Département Meuse in der Region Grand Est (bis 2015 Lothringen); sie gehört zum Arrondissement Commercy und zum Gemeindeverband Communauté de communes de Commercy-Void-Vaucouleurs.

## Geografie
Montigny-lès-Vaucouleurs liegt rund 22 Kilometer südwestlich der Stadt Toul im Süden des Départements Meuse. Verkehrstechnisch befindet sich die Gemeinde wenige Kilometer südlich der Route nationale 4 mit dem nächsten Anschluss in Void-Vacon. Der Ort liegt am Ruisseau de Montigny. Weite Teile des Gemeindegebiets sind bewaldet (Forêt Domaniale de Montigny und Le Grand Bois). Die Gemeinde besteht aus dem Dorf Montigny-lès-Vaucouleurs und den Weilern Fraicul und Toulon.
Nachbargemeinden sind Vaucouleurs im Norden und Nordosten, Neuville-lès-Vaucouleurs im Osten und Südosten, Burey-en-Vaux im Südosten, Badonvilliers-Gérauvilliers im Süden sowie Mauvages im Westen.

## Geschichte
Wie alle Gemeinden der Gegend litt die Gemeinde im Mittelalter unter Konflikten. Die schlimmsten Verwüstungen richteten der Hundertjährige Krieg und der Dreißigjährige Krieg an. Der Name der heutigen Gemeinde wurde im Jahr 1011 unter dem lateinischen Namen Montiniacum erstmals in einem Dokument erwähnt. Im Mittelalter gehörte die Gemeinde zur Barrois mouvant und war Teil der Champagne. Montigny-lès-Vaucouleurs gehörte von 1793 bis 1801 zum District Gondrecourt. Zudem seit 1793 zum Kanton Vaucouleurs. Die Gemeinde ist seit 1801 dem Arrondissement Commercy zugeteilt.

## Bevölkerungsentwicklung
| Jahr                       | 1962 | 1968 | 1975 | 1982 | 1990 | 1999 | 2006 | 2011 | 2019 |
| Einwohner                  | 121  | 106  | 96   | 94   | 85   | 76   | 78   | 76   | 74   |
| Quellen: Cassini und INSEE |      |      |      |      |      |      |      |      |      |

## Wirtschaft
Vom 17. Jahrhundert bis Ende des 20. Jahrhunderts war die Gemeinde berühmt für ihre Fayence-Keramik. Die Fayence-Fabriken waren neben der Landwirtschaft der wichtigste Erwerbszweig.

## Sehenswürdigkeiten
- Kirche Saint-André
- Statue von Jeanne d’Arc im Dorfzentrum
- Denkmal für die Gefallenen[2]
- Gedenktafek an in Auschwitz ermordete jüdische Bewohner[3]
- Wegkreuz nördlich des Dorfs
- Waschhaus und Pferdetränke

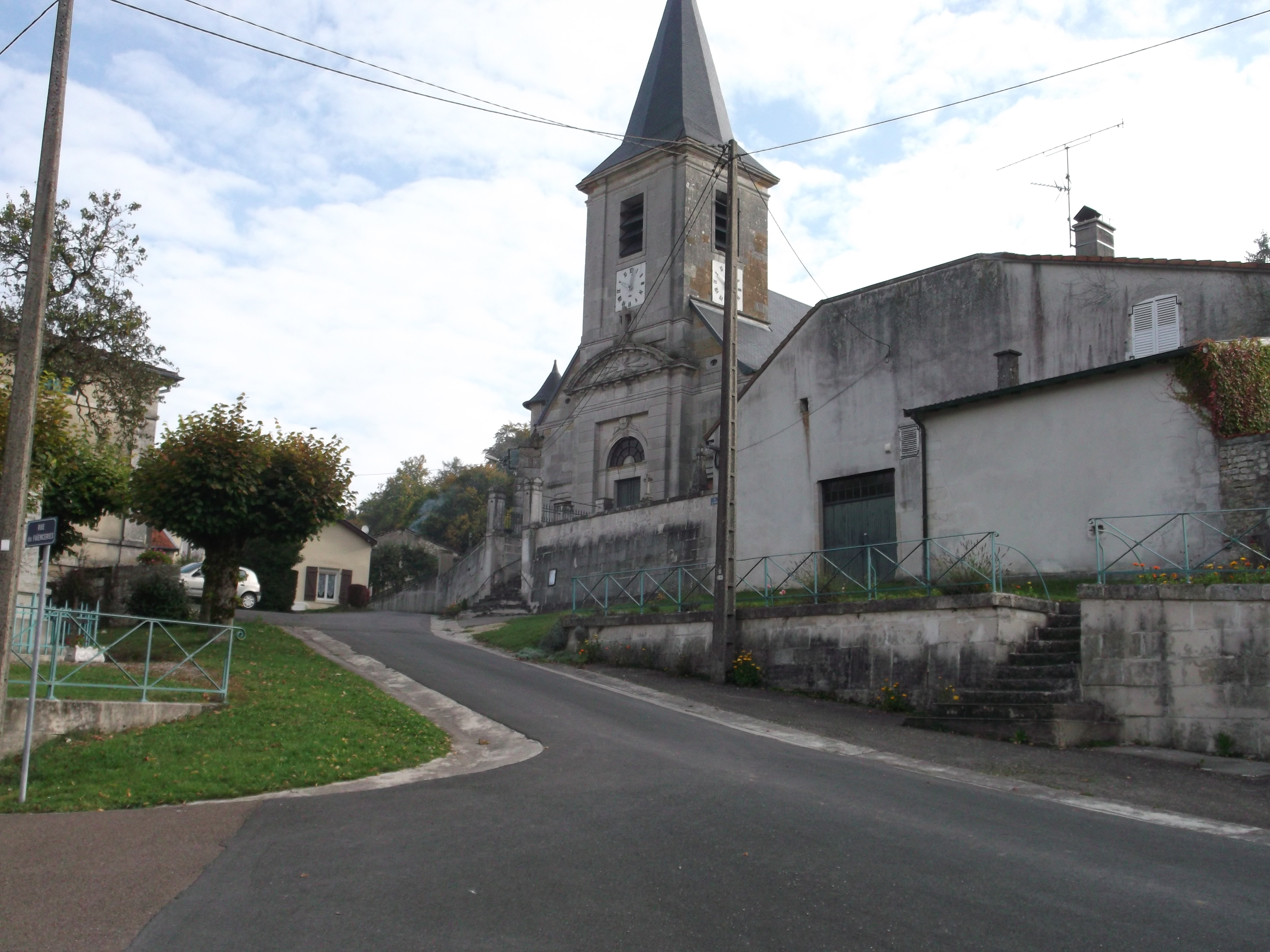
Dorfkirche und Pfarrhaus
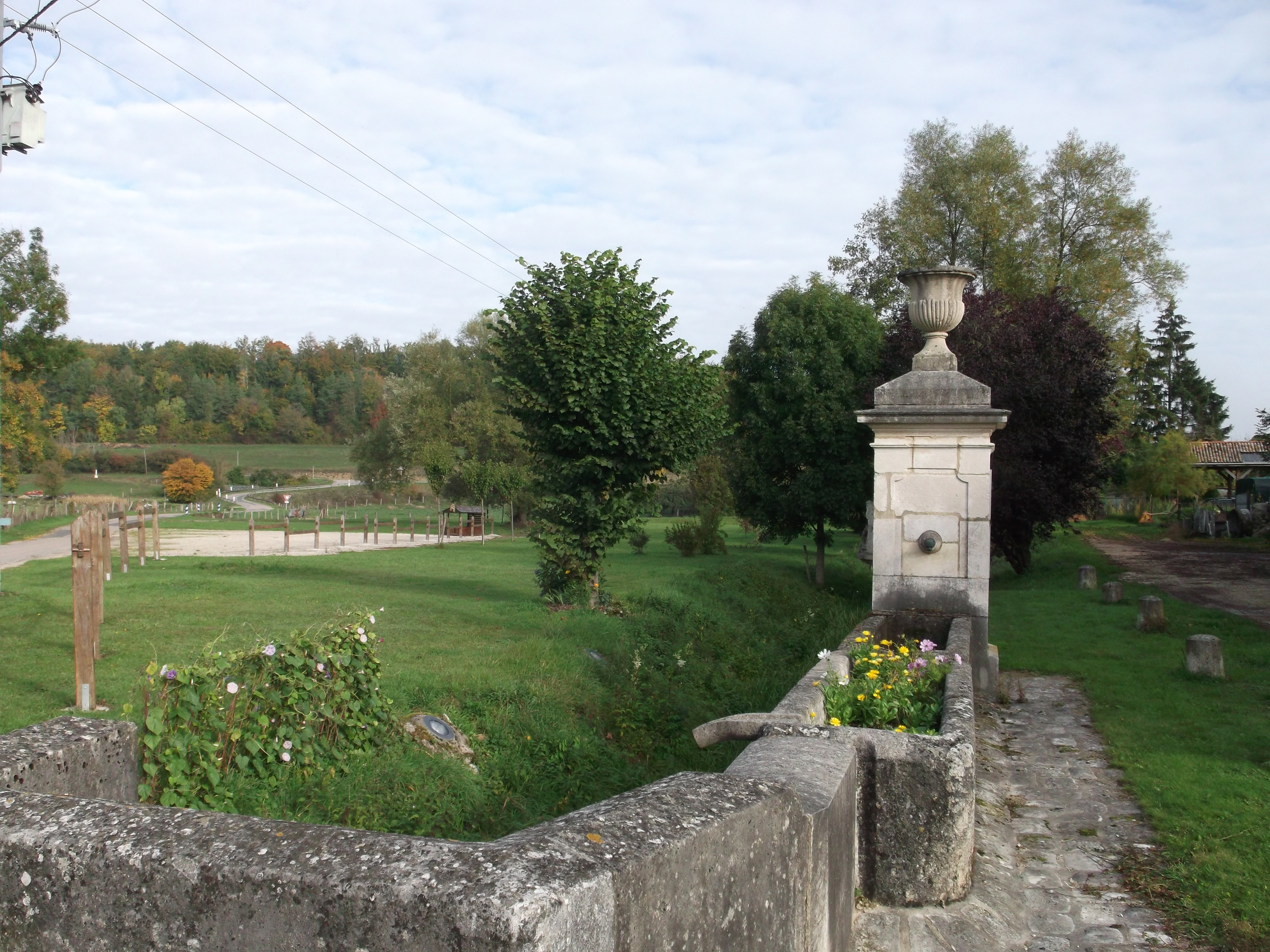
Brunnen am Dorfeingang
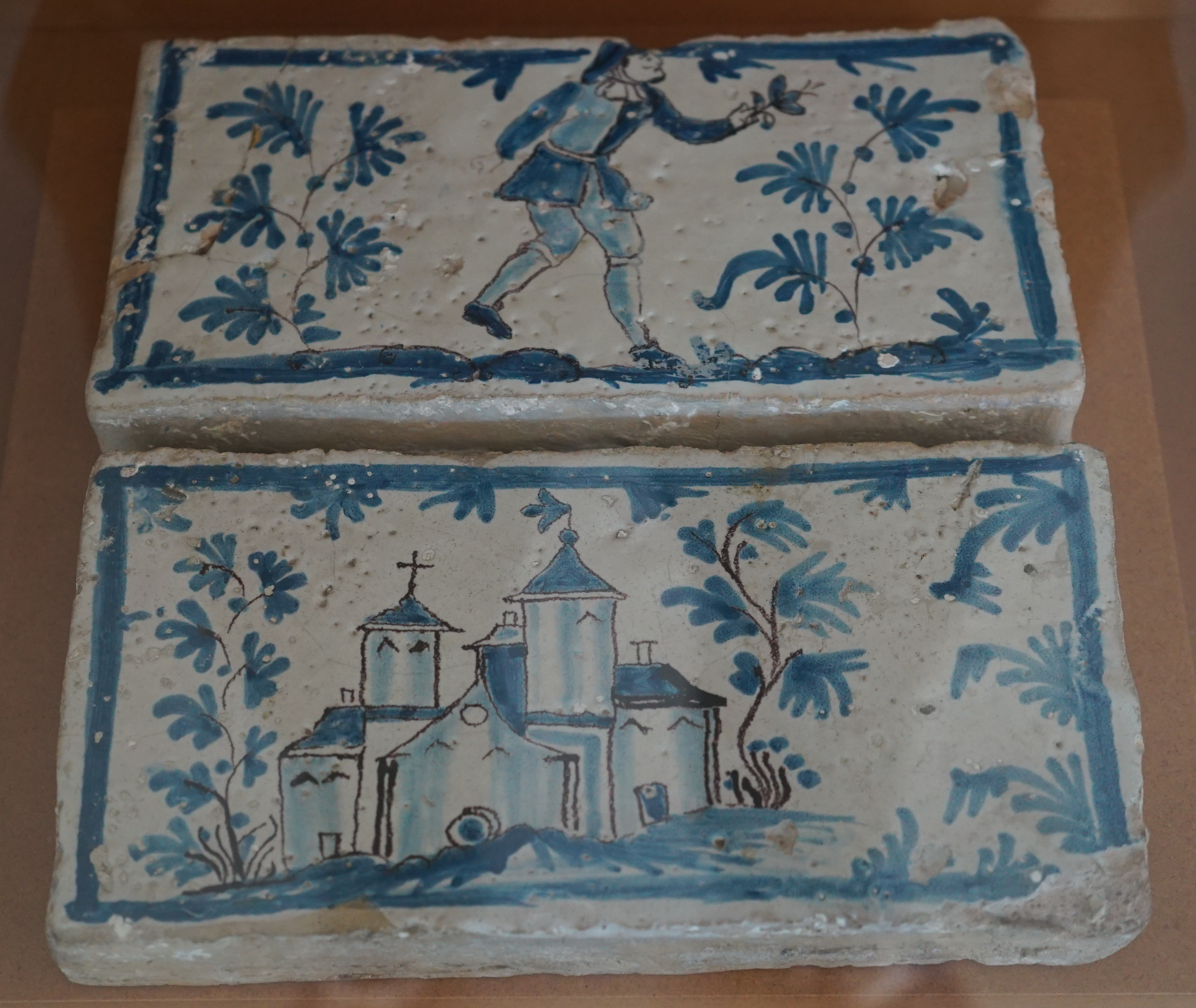
Gebrannte Kacheln aus dem 17. Jahrhundert
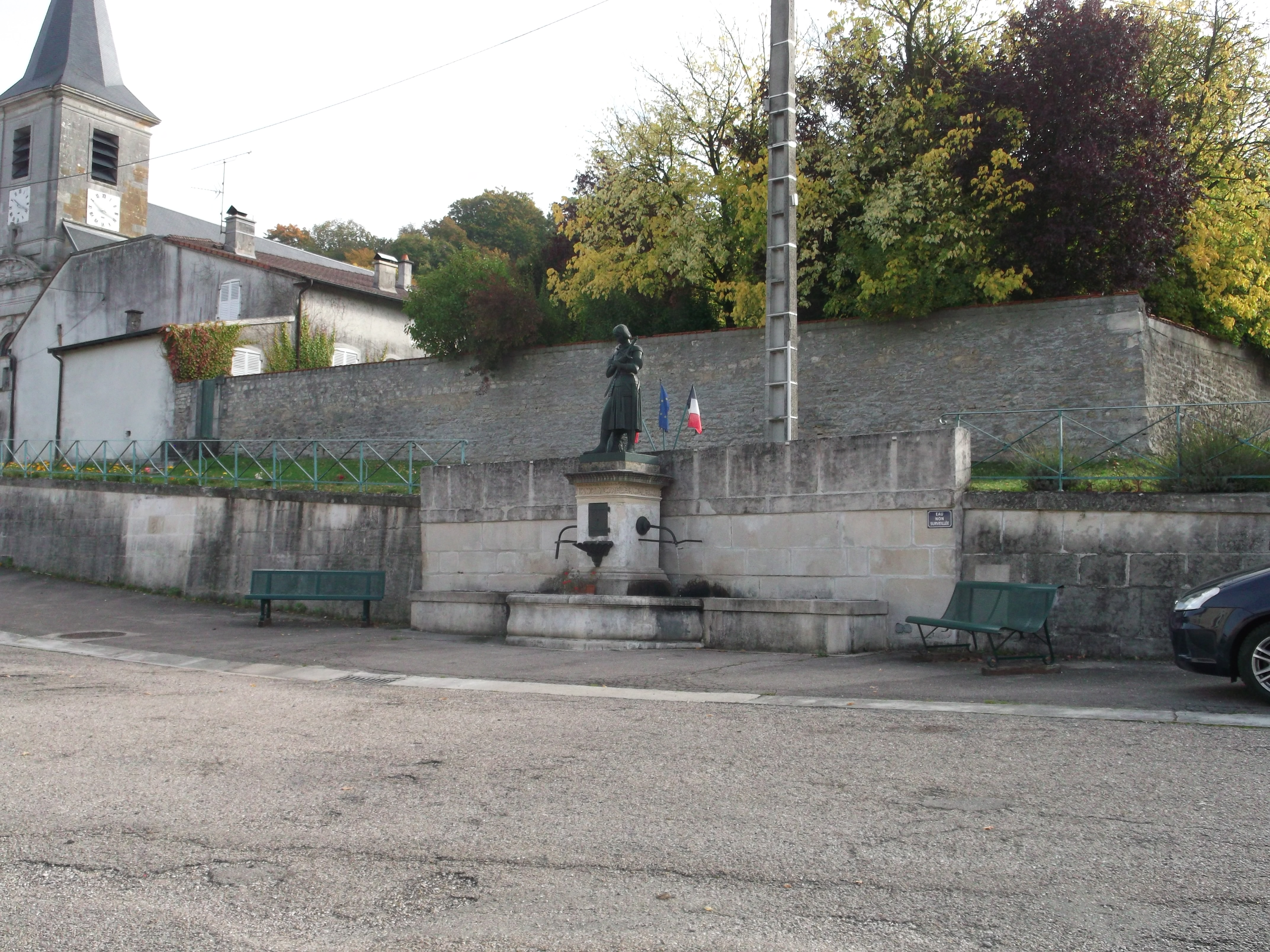
Statue von Jeanne d’Arc
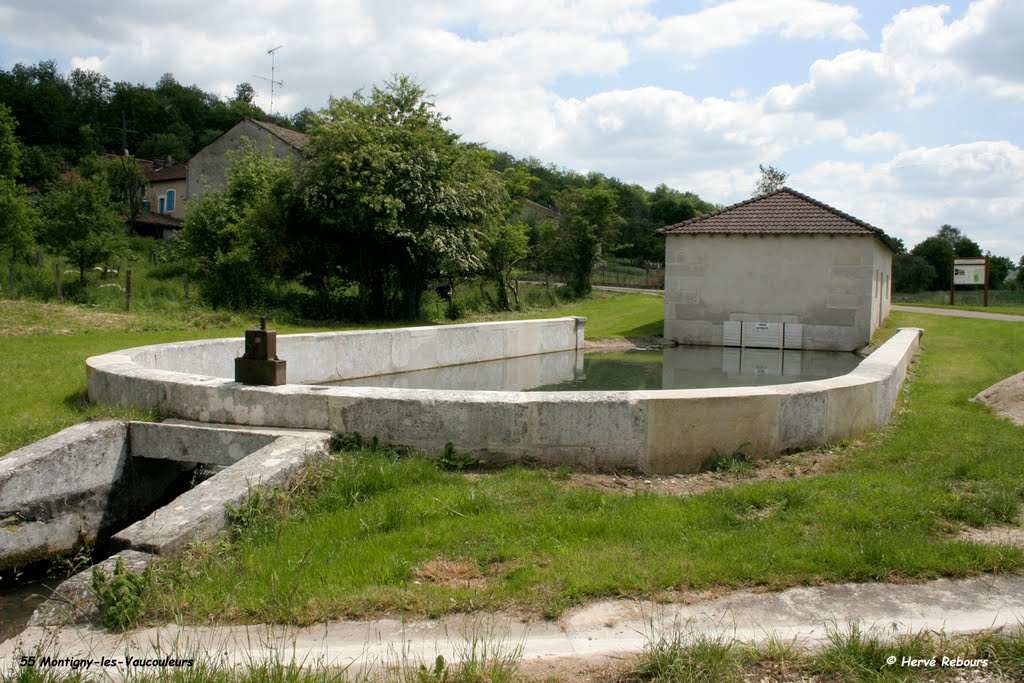
Pferdetränke und Waschhaus (Lavoir)